# Земляные волки
Земляные волки (лат. Proteles) — это род самобытных гиен, в который входят земляной волк (Proteles cristatus) и его близкие ископаемые родственники. Это единственный род подсемейства Protelinae.
Хотя самые старые окаменелости, определенно принадлежащие к Proteles, относятся к плиоцену, было высказано предположение, что материал из миоцена, датируемый примерно 10 миллионами лет назад, принадлежит этому роду, что значительно увеличило бы его временной диапазон.
Было высказано предположение, что подсемейство Protelinae на самом деле является «ответвлением» подсемейства Ictitheriinae (таких как Lycyaena), которые приспособились к питанию насекомыми из-за усиления конкуренции со стороны псовых и кошачьих.

## Виды
- Proteles cristatus Sparrman, 1783 — Земляной волк
- † Proteles amplidentus